# Илия Костов (революционер)
Илия Трайков Костов е български революционер, деец на Вътрешната македоно-одринска революционна организация и Вътрешната македонска революционна организация.

## Биография
Роден е в 1875 година в струмишкото село Куклиш, тогава в Османската империя. В 1900 година влиза във ВМОРО и служи като куриер и милиционер. В 1903 година е арестуван за революционна дейност и затворен в Еди куле в Солун. След амнистия е освободен и продължава да се занимава с революционна дейност. На 4 февруари 1904 година четата на Кръстьо Новоселски е открита при Куклиш и започва тежко сражение, в което участва и Илия Костов с милицията от околните села. Четата се измъква, но българската милиция дава 48 жертви и много ранени, а турците губят 60 – 70 души. След сражението Куклиш е цялостно изгорено. Не след дълго участва и в сблъсъка на четата на Христо Чернопеев с войска край Куклиш.
При избухването на Балканската война в 1912 година участва в саботажни акции, прекъсва телеграфните връзки и участва в сражения в османците. Куклиш е отново изгорено.
Продължава да се занимава с революционна дейност и след като Куклиш попада в Сърбия.
На 23 април 1943 година, като жител на Куклиш, подава молба за българска народна пенсия, която е одобрена и пенсията е отпусната от Министерския съвет на Царство България.